# Henri Meert
Pour les articles homonymes, voir Meert.
Henri Rie Meert, né le 27 août 1920 à Schaerbeek (Bruxelles) en Belgique et mort le 19 mai 2006 à Anderlecht (Bruxelles) en Belgique, est un footballeur international belge qui joue au poste de gardien de but.
Il a été le portier du Sporting d'Anderlecht dans les années 1950 et a remporte huit fois le Championnat de Belgique avec les Mauves. Il dispute 343 matches officiels (dont 312 en Division 1) pour le club. 
Il est sélectionné à 33 reprises avec les Diables rouges.
Il est inhumé à Anderlecht.

## Palmarès
- International belge A de 1944 à 1957 (33 sélections)
- Champion de Belgique en 1947, 1949, 1950, 1951, 1954, 1955, 1956 et 1959 avec le RSC Anderlecht